# Изложба „Цртеж и мала пластика” (1980)
Изложба „Цртеж и мала пластика” се одржала у периоду од 20. марта до 8. априла 1980. године, у Уметничком павиљону „Цвијета Зузорић” у Београду.

## Уметнички савет
Избор радова за изложбу је обавио Уметнички савет Друштва ликовних уметника Београда:
- Слободан Петровић, председник савета
- Божидар Џмерковић, заменик председника
- Оливера Грбић
- Антон Краљић
- Славољуб Радојчић
- Божидар Дамјановски
- Ружица Беба Павловић

## Излагачи

### Цртежи
1. Исак Аслани
2. Бошко Атанацковић
3. Бошко Бекрић
4. Милан Блануша
5. Анђелка Бојовић
6. Соња Бриски
7. Душан Бујишић
8. Биљана Вуковић
9. Ђорђе Голубовић
10. Вјера Дамјановић
11. Милица Динић
12. Дуња Докић Николић
13. Драго Дошен
14. Марија Драгојловић
15. Веселин Драшковић
16. Виден Ђорђевић
17. Ђорђе Ђорђевић
18. Слободан Ђуричковић
19. Радивоје Ћуровић
20. Милан Жунић
21. Светлана Златић
22. Дејан Илић
23. Бранко Јакшић
24. Душан Јовановић
25. Драгана Јовчић
26. Гордана Јоцић
27. Бахро Јушић
28. Божидар Каматовић
29. Наташа Караматијевић
30. Бранимир Карановић
31. Бранислав Кеченовић
32. Божидар Кићевић
33. Весна Кнежевић
34. Драгослав Кнежевић
35. Дијана Кожовић
36. Милутин Копања
37. Велизар Крстић
38. Зорица Кушић
39. Снежана Маринковић
40. Слободанка Мариновић Ступар
41. Зоран Марјановић
42. Мома Марковић
43. Милош Мартиновић
44. Мирјана Мартиновић
45. Марио Маскарели
46. Даница Масниковић
47. Бранимир Мијушковић
48. Бранко Миљуш
49. Савета Михић
50. Драган Момчиловић
51. Зоран Мујбеговић
52. Тафил Мусовић
53. Миодраг Нагорни
54. Зоран Настић
55. Павле Ник
56. Властимир Николић
57. Ружица Беба Павловић
58. Беба Пашћан
59. Милица Петровић
60. Миодраг Петровић
61. Божидар Плазинић
62. Ђорђе Поповић
63. Мице Попчев
64. Ставрос Попчев
65. Божидар Продановић
66. Кирила Радовановић
67. Љубица Радовић
68. Цветко Радовић
69. Борислав Ракић
70. Љиљана Ракић Ристић
71. Даница Ракиџић Баста
72. Јован Ракиџић
73. Кемал Рамујкић
74. Сања Рељић
75. Гордана Ристић
76. Видоје Романдић
77. Слободан Роксандић
78. Оливера Савић
79. Десанка Станић
80. Радош Стевановић
81. Тодор Стевановић
82. Радмила Степановић
83. Слободан Стефановић
84. Жарко Стефанчић
85. Миливоје Стоиљковић
86. Љиљана Стојановић
87. Трајко Стојановић
88. Станка Тодоровић
89. Слободан Трајковић
90. Радован Трнавац
91. Јелена Трпковић
92. Нусрет Хрвановић
93. Сања Цигарчић
94. Славољуб Чворовић
95. Божидар Чогурић
96. Томислав Шебековић

### Мала пластика
1. Славе Ајтоски
2. Стеван Дукић
3. Мира Јуришић
4. Гордана Каљаловић
5. Миланко Мандић
6. Душан Марковић
7. Милан Марковић
8. Дубравко Милановић
9. Драгомир Милеуснић
10. Миодраг Миљковић
11. Борислава Недељковић Продановић
12. Екатарина Ристивојев
13. Томислав Тодоровић
14. Хаџи Јованчић Невена
15. Милан Четник